# Jonathan Rogawski
Jonathan David „Jon“ Rogawski (* 22. Januar 1955; † 27. September 2011) war ein US-amerikanischer Mathematiker, der sich mit dem Langlands-Programm befasste.

## Leben
Jonathan David Rogawski war der jüngere Sohn des 1939 aus Österreich emigrierten Psychiaters Alexander Simon Rogawski (1913–1991). Er wuchs in Los Angeles (Bezirk Brentwood) auf und besuchte die Palisades Public High School. Er studierte an der Yale University mit dem Bachelor- und Master-Abschluss 1976 und der Promotion bei Robert Langlands 1980 (Applications of the Building to Orbital Integrals). Als Post-Doktorand war er 1980/81 an der Universität Bonn und 1981 bis 1983 in Yale. 1983/84 war er am Institute for Advanced Study und danach bis 1986 an der University of Chicago. 1986 wurde er Forschungsstipendiat der Alfred P. Sloan Foundation (Sloan Research Fellow). Er war Professor an der University of California, Los Angeles, an der er seit 1986 war und 1989 eine volle Professur erhielt. Er starb 2011 nach längerem Krebsleiden.
Er ist in den USA auch für ein Analysis-Lehrbuch bekannt.
Er war einer der Herausgeber des Pacific Journal of Mathematics.

## Schriften
- Automorphic representations of unitary groups in three variables, Princeton University Press 1990
- Calculus, 2. Auflage, Freeman, San Francisco 2012
- The nonabelian reciprocity law for local fields (PDF-Datei, 111 kB), Notices of the AMS 47, Januar 2000, S. 35–41 (englisch)
- mit Don Blasius: Motives for Hilbert modular forms, Inventiones Mathematicae, Band 114, 1993
- mit D. Blasius: Zeta functions of Shimura varieties, in: U. Jannsen, S. Kleiman, J.-P. Serre (Hrsg.): Motives, Proc. Symp. Pure Math., Band 55, II, AMS 1994, S. 525–571
- mit Stephen Gelbart, D. Soudry: Endoscopy, theta-liftings, and period integrals for the unitary group in three variables, Annals of Mathematics, Band 145, 1997
- mit Anthony W. Knapp: Applications of the trace formula, in: T. N. Bailey, A. W. Knapp (Hrsg.): Representation theory and Automorphic Forms, Edinburgh 1996, Proc. Symp. Pure Math., Band 61, AMS 1997,  S. 413–431
- Functoriality and the Artin Conjecture, in: T. N. Bailey, A. W. Knapp (Hrsg.): Representation theory and Automorphic Forms, Edinburgh 1996, Proc. Symp. Pure Math., Band 61, AMS 1997,  S. 331–353
- Modular forms, the Ramanujan conjecture and Jacquet-Langlands correspondence, in: A. Lubotzky (Hrsg.): Discrete Groups, Expanding Graphs and Invariant Measures, Birkhäuser 1993, S. 135–176
- mit Hervé Jacquet, E. Lapid: Periods of Automorphic forms, Journal American Math. Soc., Band 12, 1999, S. 173–240.